# Schweizerische Vereinigung für Politische Wissenschaft
Die Schweizerische Vereinigung für politische Wissenschaft (SVPW) ist eine wissenschaftliche Organisation der Schweiz mit Sitz in Bern.
Die Vereinigung ist Mitglied der Schweizerischen Akademie der Geistes- und Sozialwissenschaften und der International Political Science Association und gibt die Schweizerische Zeitschrift für Politikwissenschaft heraus. Seit 2020 ist die Vereinigung Träger der Onlineplattform DeFacto.
Präsident der SVPW ist Patrick Emmenegger. Generalsekretär der SVPW ist Timo Blenk.